# A Madona de Cedro (filme)
A Madona de Cedro é um filme policial brasileiro de 1968, dirigido por Carlos Coimbra com produção de Oswaldo Massaini. Roteiro adaptado pelo diretor, Sanin Cherquese e Antonio Callado, do livro homônimo de 1957 escrito por este último. Música original de Gabriel Migliori. Locações no Rio de Janeiro e em Congonhas do Campo, com destaque para as esculturas de Aleijadinho.

## Elenco
- Leonardo Villar...Delfino "Fininho" Montiel
- Leila Diniz...Marta
- Anselmo Duarte...Adriano Mourão
- Sérgio Cardoso...Pedro, o sacristão
- Cleyde Yáconis...Lola Boba
- Joffre Soares...Padre Estevão
- Leonor Navarro...Emerenciana, a beata
- Américo Taricano...Alfredo
- Ziembinski...Dr.Vilanova

## Sinopse
Em Congonhas do Campo, Delfino Montiel é um pacato e religioso comerciante de figuras religiosas esculpidas. Ele recebe a visita de Adriano, que o leva ao Rio de Janeiro para que se encontre com o misterioso patrão dele, Doutor Vilanova. Na praia, Delfino conhece Marta e ambos se apaixonam. Enquanto isso Adriano lhe conta que seu patrão é um colecionador de arte roubada e está interessado em uma obra de Aleijadinho, a "Madona de Cedro", exposta numa das igrejas de Congonhas do Campo, e propõe-lhe dar dinheiro em troca de que roube a escultura. Delfino acaba concordando e se casa com Marta e se torna sócio de uma fábrica de exploração de "pedra-sabão", com o dinheiro recebido pelo roubo. Mas, além dos problemas de consciência, Delfino acaba chantageado por Pedro, o sacristão coxo e caolho que cobiça Marta. O homem soube que ele fora o ladrão através da maltrapilha deficiente mental Lola Boba, que estava na igreja na hora do roubo. E Doutor Vilanova e seus capangas também estão atrás de Delfino, pois descobriram que o objeto que receberam não era a verdadeira escultura de Aleijadinho.